# 连二硫酸钠
关于消毒剂，参见焦亚硫酸钠 。关于强还原剂，参见连二亚硫酸钠 。
连二硫酸钠（Sodium dithionate，Na2S2O6）是无机化学的重要化合物。可以认为这里的硫处于+5氧化态 。 
连二硫酸钠不应与连二亚硫酸钠，Na2S2O4混淆，后者是一种完全不同的化合物，是一种强还原剂，在化学和生物化学中有很多用途。连二硫酸盐和连二亚硫酸盐经常混淆，即使在制造商的目录中也是如此。 

## 制备
连二亚硫酸钠是由二氧化锰氧化亚硫酸氢钠产生的： 
2 NaHSO3 + MnO2 →Na2S2O6 + MnO + H2O.
或者，它可以通过一价银阳离子氧化亚硫酸钠来制备： 
Na
2SO
3 + 2 Ag+
 + SO2−
3  → Na
2S
2O
6  + 2 Ag
另一种方法是用氯气氧化硫代硫酸钠： 
3 Cl2 + Na2S2O3·5H2O + 6 NaOH→Na2S2O6 + 6 NaCl + 8 H2O
还有一种生产连二硫酸钠的方法是用次氯酸钠溶液处理硫代硫酸钠。 

## 结构
连二硫酸离子表现出被相对氧化但未完全氧化的硫元素。在其中的硫可以被还原成硫化物或完全氧化成硫酸盐，在无机含硫化合物和有机硫化物中还具有许多中间氧化态。这样的无机含硫化合物的实例包括亚硫酸盐和硫代硫酸盐。 
连二硫酸钠结晶为二水合物的正交晶系晶体。加热至90℃时结晶水消失，结构变成六方晶系。 
连二硫酸钠的大单晶已经制成，并由于其脉冲激光用途（微秒光谱学）而被研究，E.Haussühl和cols对此取得了巨大的成功。 

## 性质
连二硫酸钠是一种非常稳定的化合物，不会被高锰酸盐、重铬酸盐或溴氧化。 它可以在强氧化条件下被氧化成硫酸盐：如用5M硫酸和过量的重铬酸钾煮沸1小时，或用过量的过氧化氢处理，然后用浓盐酸煮沸。它被氧化成硫酸盐的吉布斯自由能变化约为-300kJ/mol。另外，S
2O2−
6 阴离子还是一个不良还原原子团。 因此，它已用于在高氧化态下形成大的阳离子络合物的单晶且不还原金属络合物。